# 圣马丹德雷
圣马丹德雷（法語：Saint-Martin-de-Ré，法語發音：[sɛ̃ maʁtɛ̃ də ʁe]，意为“雷岛的圣马丹”）是法国滨海夏朗德省的一个市镇，属于拉罗谢尔区。

## 地名
法语人名在日常人名译名以及《世界人名翻譯大辭典》、《法语姓名译名手册》等主流人名译名类书籍资料中多译作“马丁”，不过在《世界地名翻译大辞典》、《世界地名译名词典》和《法国地图册》等主流地名译名类书籍资料中多译作“马丹”。

## 地理
圣马丹德雷（46°12'11"N, 1°22'2"W）面积4.7 平方千米，位于法国新阿基坦大区滨海夏朗德省，该省份为法国西部滨海省份，北起旺代省，西临大西洋，南至吉倫特省，东南接多爾多涅省，东北接德塞夫勒省接壤，东临夏朗德省。
与圣马丹德雷接壤的市镇（或旧市镇、城区）包括：勒布瓦普拉日昂雷、滨海拉库阿尔德、拉弗洛特。
圣马丹德雷的时区为UTC+01:00、UTC+02:00（夏令时）。

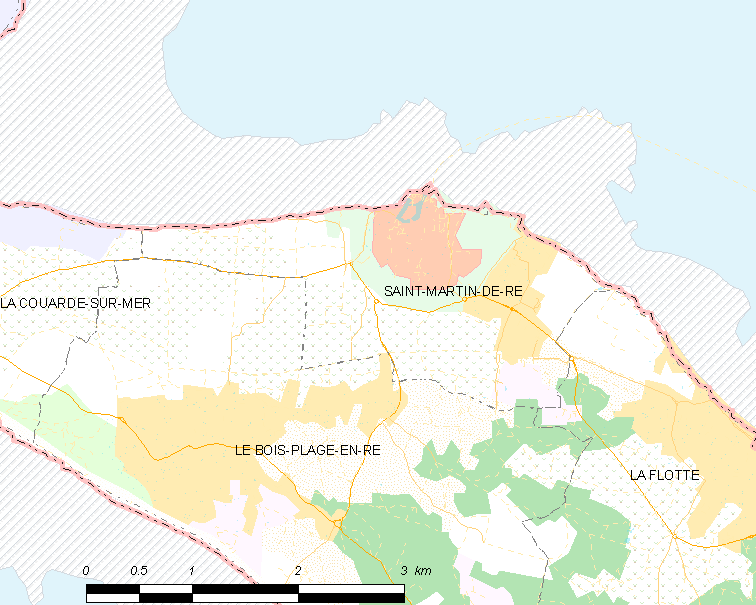
圣马丹德雷的OSM定位图

## 行政
圣马丹德雷的邮政编码为17410，INSEE市镇编码为17369。

## 政治
圣马丹德雷所属的省级选区为雷岛县。

## 人口

1962-2008年间圣马丹德雷人口变化图示

圣马丹德雷于2022年1月1日时的人口数量为2309人。